# William Campbell (strzelec)
William Campbell (ur. 30 listopada 1919, zm. 20 czerwca 1986 w Dublinie) – irlandzki strzelec, olimpijczyk. 

## Kariera sportowa
Reprezentował Irlandię na igrzyskach olimpijskich w 1972 roku (Monachium). Startował w skeecie, w którym zajął 52. pozycję.

## Wyniki olimpijskie
| Igrzyska | Konkurencja | Wynik       | Miejsce | Źródło |
| -------- | ----------- | ----------- | ------- | ------ |
| IO 1972  | Skeet       | 175 punktów | 52      | [ 2 ]  |